# تاریخ قفقاز

نقشه توپوگرافی قفقاز

قفقاز منطقه کوهستانی، بین دریای سیاه و دریای کاسپین است. این منطقه تقریباً مساحت ۱۷۰۰۰۰ مایل مربع (۴۴۰۰۰۰ کیلومتر مربع) را پوشش می‌دهد. قفقاز توسط رشته کوه‌های قفقاز به دو نیم تقسیم شده است. ناحیه شمال قفقاز بزرگ سیسکوکازیا و ناحیه جنوب ماوراء قفقاز نامیده می‌شود. این مناطق از دوران باستان محل سکونت و تمدن بشری بوده است.

## قفقاز در دوران باستان
در دوران آشوربانی‌پال، امپراتوری آشور قفقاز را به خاک خود ضمیمه کرد.پس از فروپاشی امپراتوری آشور حکومت‌هایی همچون اورارتو و کولخیس در قفقاز شکل گرفت. بعدها امپراتوری ماد، شاهنشاهی هخامنشی، امپراتوری مقدونیه، شاهنشاهی اشکانیان و امپرتوری روم بر این منطقه حکومت کردند.

## قفقاز در قرون وسطی
در اویل قرون وسطی درگیری‌هایی بر سر این منطقه بین امپراتوری بیزانس و شاهنشاهی ساسانی درگرفت.پس از آن امپراتوری سلجوقی این منطقه را تصاحب کرد.اواخر قرون وسطی در زمان پادشاهی احمد یکم پس از شکست سخت او در جنگ عثمانی و صفوی (۱۶۱۸–۱۶۰۳) از شاه عباس بزرگ، مناطقی در جنگ عثمانی-صفویه (۱۵۷۸–۱۵۹۰) ضمیمه خاک عثمانی شده بودند مثل ولایت گرجستان، آذربایجان، مناطق کوهستانی و مرکزی قفقاز و سایر مناطق وسیع قفقاز، به موجب عهدنامه نصوح پاشا (۱۶۱۲ میلادی) به ایران واگذار شدند. پس از آن مرزهای جدید بر اساس همان خطی که در صلح آماسیه در سال ۱۵۵۵ تأیید شده بود، ترسیم شد.

## قفقاز دردوران مدرن
در اوایل قرن نوزدهم میلادی جنگ‌های ایران و روس بر سر تسلط بر مناطق جنوبی و شرقی قفقاز درگرفت. در پایان دورهٔ اول جنگ روسیه با انعقاد عهدنامهٔ گلستان بیشتر مناطق قفقاز و در پایان دورهٔ دوم جنگ با عهدنامهٔ ترکمن‌چای تقریباً تمامی این منطقه را به تصرف خود درآورد. با فروپاشی شوروی در سال ۱۹۹۱ سه جمهوری گرجستان، ارمنستان و آذربایجان در این منطقه اعلام استقلال کردند.